# Rand McNally

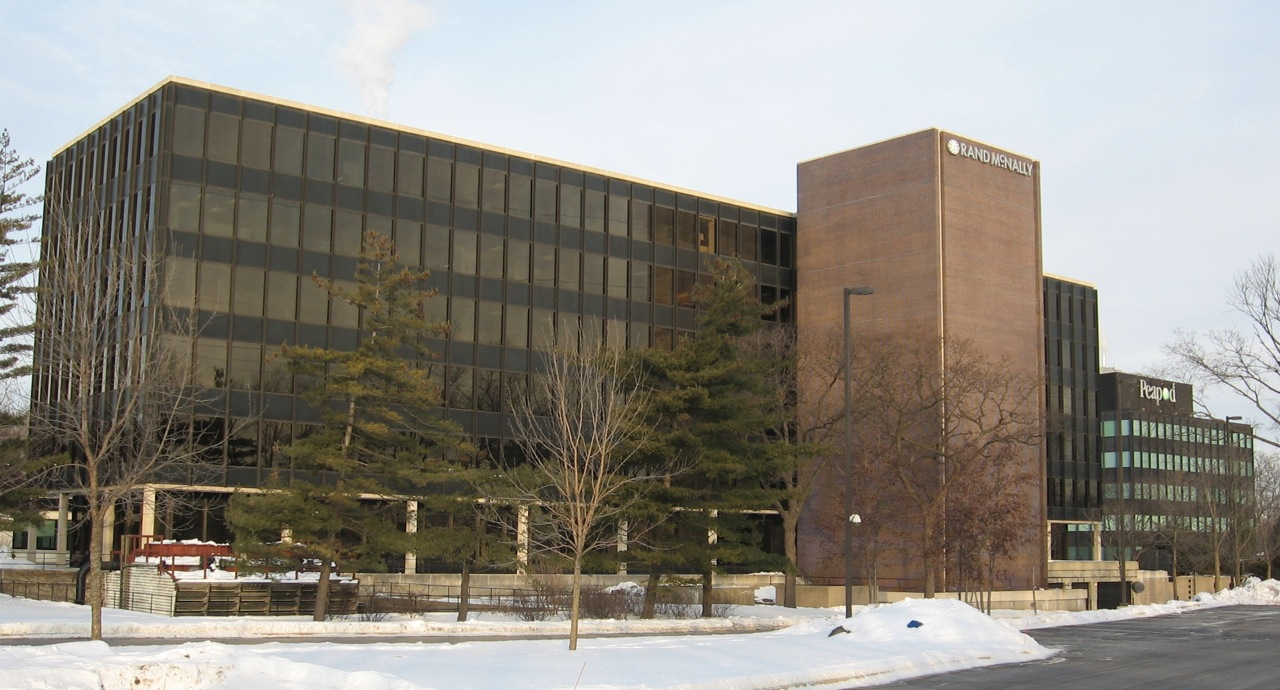
Bürogebäude von Rand McNally

Rand McNally ist ein US-amerikanischer Verlag für Karten, Atlanten, Globen und Navigationssysteme. Der Unternehmenssitz ist seit 1952 in Skokie, Illinois, einem Vorort von Chicago. In Irvine, Kalifornien hat Rand McNally eine Niederlassung, das Auslieferungszentrum befindet sich in Richmond, Kentucky.

## Geschichte

### Von der Druckerei zum Kartenverlag
Das Unternehmen wurde 1856 in Chicago von William H. Rand als Druckerei gegründet, 1868 machte er den aus Irland eingewanderten Drucker Andrew McNally, der seit 1858 sein Angestellter gewesen war, zum Mitinhaber. 1869 veröffentlichten Rand und McNally die erste Ausgabe des Western Railway Guide, ein Handbuch der vom Eisenbahnknotenpunkt Chicago ausgehenden Zugstrecken. Dessen Jahresausgabe 1872 wurde erstmals eine Karte beigegeben. 1876 druckten Rand und McNally ihren ersten Atlas. 1899 schied William Rand aus dem Unternehmen aus; Andrew McNally wurde Alleininhaber. Er und seine Nachkommen bauten den Geschäftszweig Karten und Atlanten mehr und mehr aus; Rand McNally (der Name des Begründers blieb Namensbestandteil der Unternehmens) wurde zum Kartenverlag. Bereits 1904 brachte der Verlag eine erste Straßenkarte auf den Markt, die New Automobile Road Map of New York City & Vicinity. Den Zeitungsdruck gab man auf, verlegte jedoch weiterhin Erdkunde-Schulbücher sowie Bücher zu den Themenbereichen Geographie und Reisen, darunter Kon-Tiki: across the Pacific by raft von Thor Heyerdahl.

### DerRand McNally Road Atlas

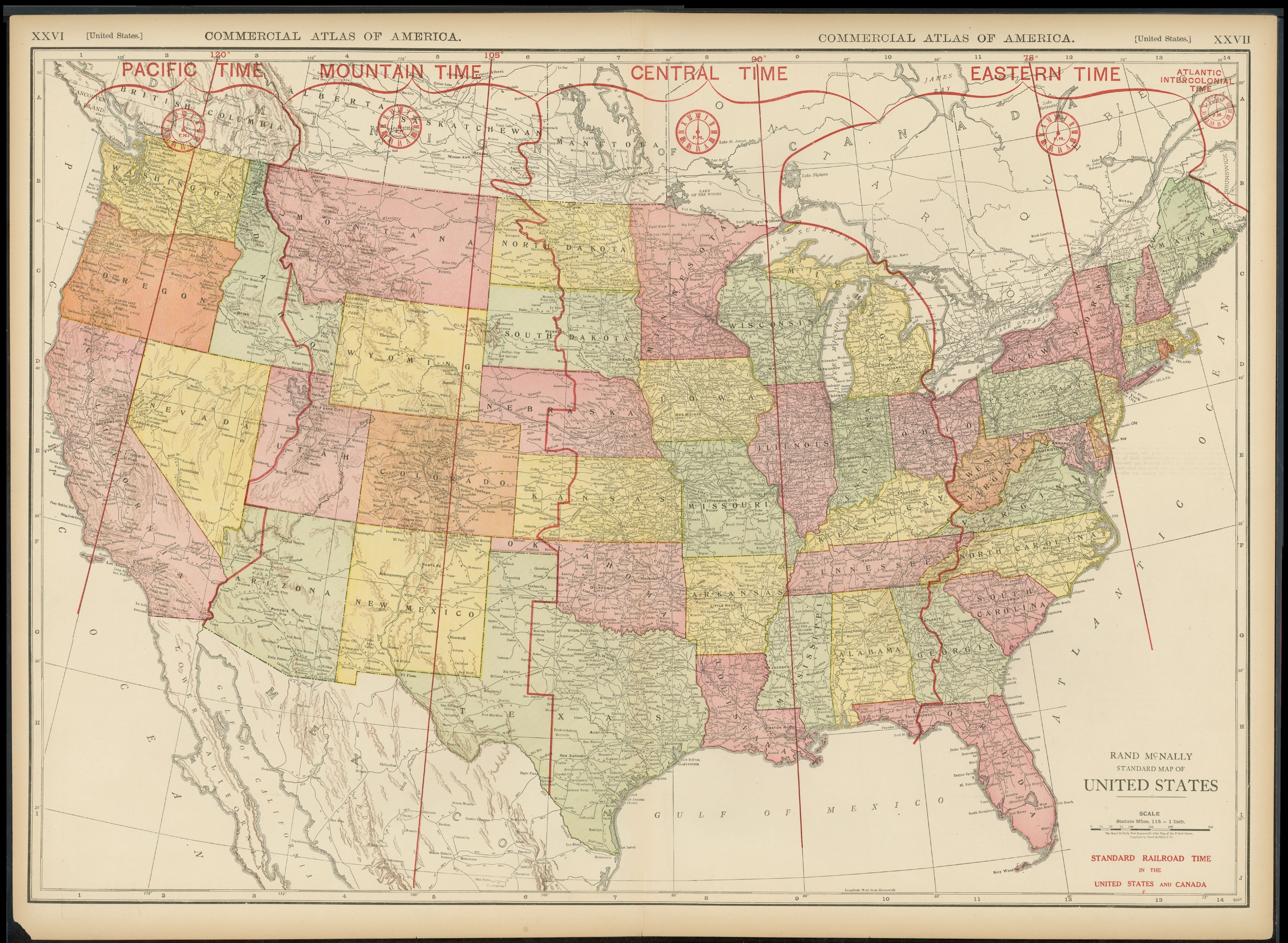
Rand McNally Standard Map of the United States, 1921

1924 erschien erstmals der Rand McNally Road Atlas, anfangs noch unter dem Titel Rand McNally Auto Chum, dann als Auto Road Atlas of the United States. Seit 1926 enthielt er auch Straßenkarten der Provinzen Kanadas, infolgedessen wurde er zeitweise auch als Rand McNally North American Road Atlas vertrieben.
„The Rand McNally“, wie er bald allgemein genannt wurde, entwickelte sich schnell zum meistverkauften Autoatlas der USA und zum „flagship product“ (Aushängeschild) des Verlages. Der Name des Produktes stand für den Hersteller und machte so den Verlag landesweit bekannt. Mit der sich beschleunigenden Motorisierung in den USA seit den 1950er Jahren wurde „Rand McNally“ mehr oder weniger zum Synonym für „Road Atlas“.
Der „Rand McNally“ wird alljährlich aktualisiert. Die 94. Ausgabe (2017) umfasst insgesamt 390 Karten. Die Seitengröße der Standardausgabe beträgt 27,5 cm × 38,1 cm; es gibt auch Ausgaben in größeren und kleineren Formaten. Seit 2000 bietet der Verlag den Rand McNally Road Atlas auch in einer digitalen Version an.

### Die Robinson-Projektion
Rand McNally beauftragte in den 1960er Jahren den Kartografen Arthur H. Robinson damit, eine geeignete Darstellung für Weltkarten zu entwickeln. So entstand für The New International Atlas (1969 erschienen) die Robinson-Projektion, welche von 1988 bis 1998 auch von der National Geographic Society verwendet wurde.
Das Unternehmen war bis 1997 im Familienbesitz und wurde bis 1993 von den Nachkommen des Andrew McNally geleitet. Das umfangreiche Kartenarchiv des Verlags wurde der Newberry Library in Chicago übergeben.